# エタリの塩辛
エタリの塩辛（エタリのしおから）は、長崎県雲仙市の伝統食品。カタクチイワシの塩辛である。

## 概要
「エタリ」は島原半島の橘湾沿岸地域でカタクチイワシのことを指す方言である。橘湾で獲れたカタクチイワシを塩漬けにし、熟成させたものがエタリの塩辛となる。橘湾沿岸地域の漁家を中心に秋彼岸の前後に仕込みを行い、約1か月の熟成を経て冬場に欠かせない保存食として利用されている。
塩分濃度は15パーセント程度と比較的に高いが、そのまま食べても塩味は強く感じられない。旨味にとって重要な要素である遊離アミノ酸は、原料のカタクチイワシと比較した場合、エタリの塩辛は平均5倍の増加がみられ、グルタミン酸は10倍の増加となっている。
腐敗の指標となる一般生菌数は生の魚の数値に近く、非常に衛生的であるとも言える。

## 歴史
エタリの塩辛がいつ頃から作られているのかは定かではないが、この地域では明治初期にカタクチイワシの煮干しが作られている記録が残されているため、塩辛も同様に明治初期には作られ、食されていたものと推測されている。
かつては橘湾で豊富に漁獲されていた大型のカタクチイワシであったが、大型のカタクチイワシの水揚げは減少しているのと、消費者の低塩化志向とが相まって、エタリの塩辛の生産量そのものも減少している。また、塩辛に向く大型のカタクチイワシが獲れる時期が遅くなっており、気温が低くなることから熟成に要する期間も約3か月に伸びるなどしている。2005年、味の箱船に登録された。

## アンチョビの塩漬けとの違い
アンチョビの塩漬けは、魚の筋肉部分のみを塩漬けにし約1年間の熟成を行う。
エタリの塩辛は、内臓部分もいっしょに塩漬けにされる。熟成期間が短くても、旨味成分が増すのは、筋肉部分よりも内臓部分のほうがプロテアーゼ活性が高く、タンパク質が分解されてアミノ酸になる速度が速いためと考えられている。

## 利用
食事の際におかずとして食されるほか、蒸かした芋といっしょに子供のおやつとして食されたり、茶請けとして来客に提供されている。
料理研究家が中心となって、さまざまな利用法が模索されており、スパゲティソースや焼き飯にも利用される。
漫画『美味しんぼ』（小学館、原作：雁屋哲、作画：花咲アキラ）の「日本全県味巡り 長崎県」（単行本98巻収録）において、蒸かしたサツマイモにエタリの塩辛をのせる食べ方が紹介された。